# جامعه فرانسوی بلژیک
در بلژیک، جامعه فرانسوی (فرانسوی: Communauté française‎) به یکی از سه جامعه زبانی طبق قانون اساسی اشاره دارد. از سال ۲۰۱۱، جامعه فرانسوی از نام فدراسیون والونیا-بروکسل (فرانسوی: Fédération Wallonie-Bruxelles‎) استفاده کرده‌است که به دلیل اینکه نام آن در قانون اساسی بلژیک تغییر نکرده و به عنوان یک بیانیه سیاسی تلقی می‌شود، بحث‌برانگیز است. نام «جامعه فرانسوی» به بلژیکی‌های فرانسوی‌زبان اشاره دارد و نه فرانسوی‌های مقیم بلژیک. به این ترتیب، جامعه فرانسوی بلژیک گاهی اوقات برای وضوح بیشتر در قیاس با جامعه آلمانی زبان بلژیک، به عنوان «جامعه فرانسوی‌زبان بلژیک» ترجمه می‌شود.
این جامعه پارلمان، دولت و جکومت خود را دارد. پرچم رسمی آن مشابه پرچم والونی است که پرچم رسمی والون‌های والونی نیز می‌باشد.
والونی خانه ۸۰ درصد از کل بلژیکی‌های فرانسوی‌زبان است و ۲۰ درصد باقیمانده در بروکسل، که مقر پارلمان جامعه فرانسوی است، ساکن هستند. حدود ۴۰۰ هزار فرانسوی‌زبان بومی در فلاندر وجود دارد.